# Белиці-Нові
Белиці-Нові (пол. Bielice Nowe, нім. Neu Beelitz) — село в Польщі, у гміні Кшиж-Велькопольський Чарнковсько-Тшцянецького повіту Великопольського воєводства.
Населення — 66 осіб (2011).
У 1975-1998 роках село належало до Пільського воєводства.

## Демографія
Демографічна структура станом на 31 березня 2011 року:
|          | Загалом | Допрацездатний вік | Працездатний вік | Постпрацездатний вік |
| -------- | ------- | ------------------ | ---------------- | -------------------- |
| Чоловіки | 31      | 5                  | 23               | 3                    |
| Жінки    | 35      | 7                  | 21               | 7                    |
| Разом    | 66      | 12                 | 44               | 10                   |